# Berkåk (stacja kolejowa)
Berkåk (norw. Berkåk stasjon) – stacja kolejowa w Berkåk, w regionie Trøndelag, w Norwegii. Znajduje się na linii Dovrebanen. Stacja została otwarta w 1921 roku, gdy linia Dombås – Trondheim została zakończona. Stacja znajduje się 430 metrów nad poziomem morza i w odległość 466,35 km od Oslo S. Stacja posiada dwa tory, ale tylko jeden peron.